# Neivamyrmex digitistipus
Neivamyrmex digitistipus är en myrart som beskrevs av Charles James Watkins 1975. Neivamyrmex digitistipus ingår i släktet Neivamyrmex och familjen myror. Inga underarter finns listade i Catalogue of Life.